# Міняни (гміна)
Гміна Міняни (пол. Gmina Mieniany), початково — волость Козодави — колишня (1867—1939 рр.) сільська волость (гміна) Грубешівського повіту Люблінської і Холмської губерній Російської імперії та Люблінського воєводства Польської республіки. Центром ґміни було село Міняни. У 1867 р. територія становила 12 219 морг (приблизно 68,4 км²), було 3 704 мешканці.
У 1885 р. до складу волості входили:
1. Цегельня пасіка
2. Тихобір — село і фільварок
3. Черничинок — село
4. Чумів — село і фільварок
5. Діброва пасіка
6. Гайок пасіка
7. Городок надбужний
8. Козодави — село і фільварок
9. Масломичі — село і фільварок
10. Метелин — село і фільварок
11. Міняни — село і фільварок
12. Сліпче — село і фільварок
13. Вигода корчма

За переписом 1905 р. у волості було 7745 десятин землі (приблизно 75.5 км²), 656 будинків і 5185 мешканців.
У 1912 р. волость разом з повітом перейшла до Холмської губернії.
У 1915 р. перед наступом німецьких військ російською армією спалені українські села і більшість українців були вивезені углиб Російської імперії, звідки повертались уже після закінчення війни. Натомість поляків не вивозили. В 1919 р. після окупації Польщею Холмщини ґміна у складі повіту включена до Люблінського воєводства Польської республіки.
У 1921 р. польський перепис нарахував 3557 жителів, з них 2846 православних, 597 римо-католиків (латинників і поляків) і 114 юдеїв.
У 1924 р. до складу ґміни входили:
1. Тихобір — село і фільварок
2. Черничинок — село
3. Чумів — село і фільварок
4. Діброва — фільварок
5. Городок надбужний — село і фільварок
6. Козодавки — фільварок
7. Козодави — село і фільварок
8. Куйтівка — колонія
9. Масломичі — село і фільварок
10. Метелин — село і фільварок
11. Міняни — село і фільварок
12. Сліпче — село
13. Сліпче-Волинка — фільварок

1 квітня 1936 р. до ґміни Міняни передані громади Богородиця, Черничин і Волиця з ліквідованої ґміни Дяконів.